# 方卓
方卓（15世紀—15世紀），字文敏，南直隸徽州府歙縣人，明朝政治人物。

## 生平
方卓是成化元年（1465年）乙酉科應天鄉試第二十三名舉人，授臨安知縣，他秉持清節，懋著能聲，能駕馭官吏，聽訟明允，門無私謁，獄無冤囚，他亦重視學校，敬禮士子，興建竹林橋、長橋，縣人感恩戴德。

## 引用
1. 1 2  民國《歙縣志·卷六·人物志》：方卓，成化間由舉人任臨安縣，素秉清節，懋著能聲，御吏方嚴，聽訟明允，門無私謁，獄鮮繫囚，尤重學校，敬禮士夫，創造竹林、長二橋，邑人德之。
2. ↑  民國《歙縣志·卷四·選舉志》：科目……明……成化元年乙酉鄉試 方卓 字文敏，勉次子，臨安知縣
3. ↑  宣統《臨安縣志·卷五·職官志》：方卓 素秉清廉，懋著能聲，御吏嚴而門無私謁，聽訟明而獄無冤囚，尤重學校，敬禮士夫，創造竹林橋、長橋二座以便來往，邑人德之。